# Bill Mathis
Pour les articles homonymes, voir Mathis.
(en) Statistiques sur pro-football-reference
William Hart Mathis, né le 10 décembre 1938 à Rocky Mount et mort le 20 octobre 2020 à Marietta (Géorgie), est un joueur américain de football américain.

## Biographie

### Enfance
Mathis étudie à la Manchester High School de Manchester où il y passe quatre années avant d'entrer à l'université de Clemson.

### Carrière

#### Université
Il entre à la faculté en 1956 et commence à jouer dans l'équipe de football américain des Tigers l'année suivante, intégrant également la section athlétisme,. Durant son parcours universitaire, il est désigné meilleur arrière de la saison en Atlantic Coast Conference à une reprise et reçoit le titre de MVP de Clemson à une reprise également. Mathis bat le record de l'université du retour de kickoff le plus long avec quatre-vingt-dix-neuf yards contre les Yellow Jackets de Georgia Tech.

#### Professionnel
Bill Mathis est sélectionné au huitième tour de la draft 1960 de la NFL par les 49ers de San Francisco mais également par les Broncos de Denver à celui de l'AFL. Cependant, il ne dispute aucun match pour ces deux franchises et signe avec les Titans de News York, devenant les Jets de New York en 1963. Il est nommé dans l'équipe All-Star de la ligue en 1961, jouant une partie de la saison avec une épaule blessée, et 1963 ; Mathis exécute toute sa carrière chez les new-yorkais, devenant l'un des coureurs les plus prolifiques de l'histoire de l'équipe. 
Pendant son parcours, il se révèle un très bon bloqueur et un rempart solide pour le jeu à la passe et Mathis fait partie de l'équipe des Jets s'imposant lors du Super Bowl III. Après ce titre, il prend sa retraite mais sort de cette dernière sur demande de l'entraîneur Weeb Ewbank avant de vraiment la prendre après le championnat 1969. Bill Mathis est introduit au temple sportif de la renommée de la Géorgie en 1995.